# Диснейленд (Шанхай)
Парк Диснейленд в Шанхае (англ. Shanghai Disneyland Park, кит. трад. 上海迪士尼樂園, упр. 上海迪士尼乐园, пиньинь Shànghǎi díshìní lèyuán) — комплекс развлечений в городе Шанхай. Парк был открыт 16 июня 2016 года.

## История
4 ноября 2009 года Государственный совет КНР одобрил создание шанхайского Диснейленда.
5 ноября 2010 года The Walt Disney Company объявила подписании соглашения с «Shanghai Shendi Group» о строительстве парка в Шанхае. Открытие объекта было намечено на 2015 год. Ожидалось, что строительство обойдётся в 25 миллиардов юаней (3,75 миллиарда долларов).
8 апреля 2011 года началось строительство. Открытие было запланировано на 2016 год. Также было объявлено, что 57 % акций будут принадлежать «Shanghai Shendi Group», а 43 % — «Disney».
8 марта 2013 года компания объявила, что парк откроется в конце 2015 года. Комплекс будет включать в себя Шанхайский Диснейленд, два отеля, 46 000 квадратных метров розничной торговли, рестораны и развлекательные заведения. Диснейленд будет занимать площадь почти в 1000 акров. Помимо 24,5 млрд юаней (3,7 млрд долл. США) на строительство парка, также будет потрачено 4,5 млрд юаней (700 млн долл. США) на строительство отелей и ресторанов.
2 февраля 2015 года дата открытия была перенесена на начало 2016 года. 12 января 2016 года была названа дата открытия — 16 июня 2016 года. Постепенно стоимость строительства возросла до 5,5 млрд долларов.
16 июня 2016 года состоялась торжественная церемония открытия, на которой присутствовало около 3000 гостей. В церемонии приняли участие такие знаменитости как Лан Лан, Сун Ли и Тань Дунь.

## Планировка

### Микки авеню
Микки авеню — вход в парк. Эта область посвящена классическим персонажам «Диснея» — Микки Маусу, Минни Маус, Дональду Даку, Чипу и Дейлу и т.д.

### Сады воображения
Семь китайских садов площадью 4,5 гектара каждый. В парках расположены животные из Китайского зодиака. Достопримечательности включают в себя персонажей из Вселенной Marvel.

### Fantasyland
Крупнейший парк аттракционов на тему классических диснеевских анимационных фильмов («Аладдин», «Мулан», «Фантазия», «Русалочка», «Красавица и Чудовище» и т. д.).

### Бухта сокровищ
Испанский портовый городок, выполненный в тематике «Пиратов Карибского моря».

### Остров приключений
Аналог парка «Adventureland».

### Tomorrowland
Футуристический парк. Аттракционы, сюжет которых связан с «Троном», «Звёздными войнами» и «Баззом Лайтером».

### Земля «Истории игрушек»
Этот сектор будет посвящён «Истории игрушек». Открытие запланировано на 2018 год.

## Посещаемость
В 2016 году парк посетили 5,6 миллионов человек.